# Polyura aristophanes
Polyura aristophanes är en fjärilsart som beskrevs av Hans Fruhstorfer 1913. Polyura aristophanes ingår i släktet Polyura och familjen praktfjärilar. Inga underarter finns listade i Catalogue of Life.